# گوئیست
گوئیست (به انگلیسی: Guist) یک روستا و محله مدنی در بریتانیا است که در Breckland District واقع شده‌است. گوئیست ۶٫۸۰ کیلومتر مربع مساحت و ۲۵۰ نفر جمعیت دارد.